# بیراق‌وند
بیراق‌وند (به کردی: بێاخه‌وه‌ن)، روستایی است از توابع بخش گهواره و در شهرستان دالاهو استان کرمانشاه ایران.

## جمعیت
این روستا در دهستان قلخانی قرار داشته و بر اساس سرشماری سال ۱۳۸۵ جمعیت آن (۱۲۰ خانوار) ۵۳۶ نفر 
بوده‌است.

## منبع
1. ↑  درگاه ملی آمار